# فيريرا (لاعب كرة قدم مواليد 1979)
فيريرا (بالبرتغالية: Josiesley Ferreira Rosa‏) هو لاعب كرة قدم برازيلي في مركز الهجوم، ولد في 21 فبراير 1979 في أوبرلانديا في البرازيل. لعب مع أتلتيكو مينيرو وأولسان هيونداي وأونياو ليريا والنجم الأحمر بلغراد وفيتوريا دي غيماريش ونادي بيرا مار ونادي بيكان ونادي جل فيسنتي ونادي غوياس ونادي فارنزي ونادي كروزيرو ونادي ميراسول ونادي ناوتيكو ونادي نفط طهران وناسيونال ماديرا.

## وصلات خارجية
- فيريرا (لاعب كرة قدم مواليد 1979) على موقع دوري كوريا الجنوبية (الإنجليزية)
- فيريرا (لاعب كرة قدم مواليد 1979) على موقع قاعدة بيانات كرة القدم.إي يو (الإنجليزية)